# Worldspace
WorldSpace war ein digitales Satellitenradionetzwerk. Es versorgte Afrika ganzflächig und darüber hinaus Teile Asiens und Europas. Es bestand aus zwei Satelliten, Afristar und AsiaStar. Geplant war zudem eine Ausweitung des Angebots auf Lateinamerika (AmeriStar). WorldSpace sendete im L-Band (1467–1492 MHz). Es standen pro Satellit drei Beams (Ausleuchtzonen) mit je 50 BC-Kanälen zur Verfügung, wobei jeder BC-Kanal bis zu 8 Unterkanäle für digitale Radioprogramme, aber auch Multimediadienste bereitstellen konnte.

## Geschichte
Die Firma WorldSpace wurde 1990 von dem äthiopisch-amerikanischen Geschäftsmann Noah A. Samara gegründet und arbeitete mit vielen Industriepartnern zusammen: u. a. Alcatel Space, Fraunhofer-Institut für Integrierte Schaltungen, Micronas, Rohde & Schwarz.
Im Jahre 2008 beantragte Worldspace Insolvenz, 2009 wurden die Satelliten an Yazmi verkauft. Yazmi verwendet die Satelliten, um Lerninhalte an spezielle E-Reader in Afrika zu verteilen.
Die zwei Satelliten, die um das Jahr 2000 (1997/2001) gestartet wurden, haben mittlerweile ihre geplante Lebenszeit von 12 Jahren überschritten. Der Betreiber Yazmi geht aber davon aus, dass die Satelliten weitere 6 Jahre funktionstüchtig sein werden, da bisher keine der vorhandenen Ersatzkomponenten zum Einsatz kamen.

## Inhalte
Die Radioprogramme kamen zum großen Teil von kommerziellen Partnern wie BBC, NPR, CNN, Virgin Radio, Fox News und Bloomberg. Gesendet wurde hauptsächlich in englischer Sprache, aber auch auf Französisch, Hindi, Arabisch, Malayalam, Telugu, Bengalisch, Gujarati, Marathi, Panjabi, Tamil, Urdu und Deutsch. Die bis zu 100 Radiokanäle konnten in unterschiedlicher Signalqualität mit Bitraten bis zu 128 kbit/s im MP3-Format (annähernd CD-Qualität) ausgestrahlt werden. Zu Beginn der Ausstrahlungen 1999 ließen sich viele der Programme frei empfangen. Danach wurden sie zu einem großen Teil verschlüsselt und waren nur noch gegen eine monatliche Gebühr zu empfangen. Fünf Prozent der Kanäle standen exklusiv der Non-Profit-Organisation First Voice International (vormals WorldSpace Foundation) zur Verfügung.

## Hardware
WorldSpace Digitalsatellitenradios wurden von Herstellern wie JVC, XM Radio, Hitachi und Panasonic vertrieben. Ein Radio-Set besteht hierbei aus einem portablen Satellitenempfänger und einer handtellergroßen Satellitenantenne, wobei diese auf eine der beiden Satelliten AfriStar und AsiaStar ausgerichtet werden musste. AfriStar versorgt seit 1999 Afrika sowie Teile Europas und des Mittleren Ostens. AsiaStar versorgte seit 2001 große Teile Asiens. Im Mittleren Osten überlappten die Ausstrahlungen beider Satelliten, so dass hier beide zu empfangen waren. Pläne für einen dritten Satelliten AmeriStar zur Versorgung Zentral- und Südamerikas scheiterten an Frequenzstreitigkeiten, da der von WorldSpace verwendete Frequenzbereich auch von der US-Luftwaffe verwendet wird. Der bereits fertiggestellte AmeriStar wurde deshalb in AfriStar2 umbenannt und wurde als Ersatz bereitgehalten.

## Worldspace in Deutschland
Die Landesmedienanstalt Saarland hatte der WorldSpace Europe Holdings eine bundesweite Zulassung von insgesamt 23 Hörfunkspartenprogrammen für die Dauer von jeweils zehn Jahren erteilt. Die Angebote sollten als Pay-Audiodienst bundesweit über Satellit vertrieben werden.